# Trichogramma stampae
Trichogramma stampae är en stekelart som beskrevs av Benoît Vincent 1986. Trichogramma stampae ingår i släktet Trichogramma och familjen hårstrimsteklar. Inga underarter finns listade i Catalogue of Life.